# Astrid Kander
Astrid Kander, född 1962, är en svensk professor i ekonomisk historia.
Kander installerades som professor i ekonomisk historia vid Lunds universitet i mars 2011. Hon forskar inom fältet miljöekonomisk historia och relationerna mellan ekonomisk tillväxt, innovation, energi och koldioxidutsläpp med fokus på tidsperioden 1800 till nutid. Hon forskar även bredare inom området innovation. Kander har bland annat tagit fram alternativa modeller för att beräkna hur miljöpåverkan genom koldioxidutsläpp från specifika varor och tjänster skiljer sig åt beroende på produktionsland.